# Barthlottia
Barthlottia, monotipski biljni rod iz porodice Scrophulariaceae (strupnikovke), dio je tribusa Limoselleae, potporodica Scrophularioideae. 
Jedinas vrsta je B. madagascariensis,  endemski grm sa Madagaskara.

## Opis
B. madagascariensis su do visoki do 3 metra visoki grmovi. listovi su Eliptično-lancetasti nasuprotni, dugi su do 15 cm. Završni cvatovi imaju do 15 uočljivih 5-režnjevitih zvonastih cvjetova, koji su dugi do 4 cm i ljubičastocrvene boje.

## Stanište i povijest
Barthlottia je endemska vrsta i javlja se samo u regiji od oko 30 x 30 km na jugozapadnom Madagaskaru, oko 45 km sjeverozapadno od Tolagnara (Ft. Dauphin) na Inselbergsu i izdancima stijena (Fischer & Theisen 2000) na planinama Anosy. Lokacije se uglavnom nalaze unutar Nacionalnog parka Andohahela (Unescova svjetska baština).
Ograničeno i udaljeno stanište vjerojatno je razlog zašto je do danas poznato samo manje od šest kolekcija Barthlottije. Prilično upadljivu biljku 1947. godine prvi je put sakupio francuski botaničar Jean-Henri Humbert, ali je ostala neprepoznata u herbariju Musée d´Histoire Naturelle u Parizu. Kasnije 1996. njemački botaničar Eberhard Fischer konačno je opisao Barthlottiu kao novi rod i vrstu. Ime je dobio u čast botaničara i biomimetičara Wilhelma Barthlotta, koji se zanimao za vegetaciju Inselberga na Madagaskaru. E. Fischer je tijekom posljednjih desetljeća otkrio mnoge nove vrste, a pod njima najmanji lopoč na svijetu (Nymphaea thermarum).